# Alfred Jarry
Alfred Jarry (Laval, 8 settembre 1873 – Parigi, 1º novembre 1907) è stato un drammaturgo, scrittore e poeta francese.

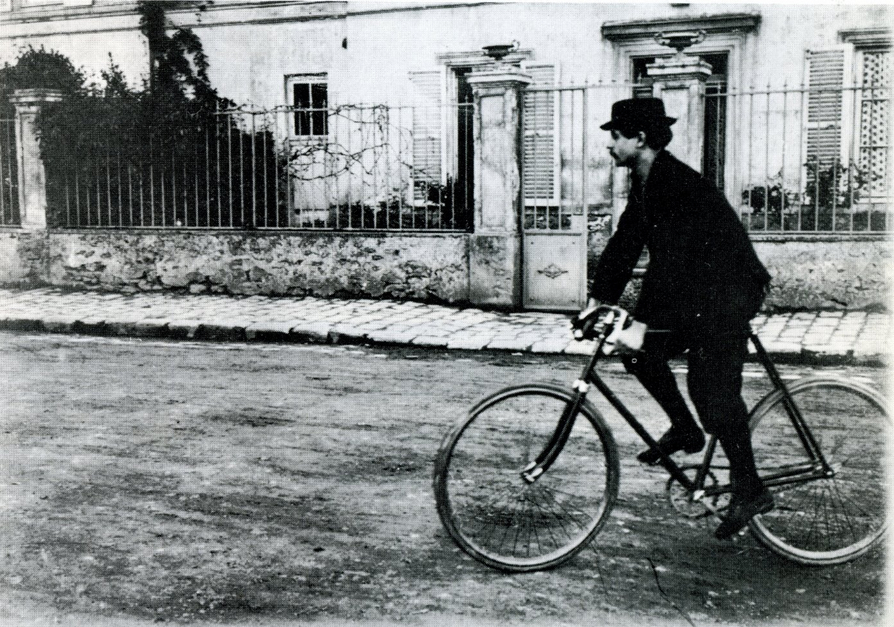
Ritratto di Jarry in bicicletta

I testi di Jarry sono considerati tra i primi sul tema dell'assurdità dell'esistenza e hanno a che fare con il grottesco e il fraintendimento (si pensi al termine ''merdre'' da lui coniato come fusione dei termini "mère" e "merde"). La sua commedia più famosa, che venne musicata da Claude Antoine Terrasse, è l'Ubu re (1896), considerata caposaldo e vera e propria pietra miliare del teatro dell'assurdo. 

## Biografia
Nato da Anselme Jarry e Caroline Quernest (a sua volta figlia di Jean Baptiste Quernest, giudice a Hédé, e di Octavie-Sophronie Coutouly, presto rinchiusa in ospedale psichiatrico), il primo commesso viaggiatore e la seconda con strane propensioni, come quella di travestirsi da uomo. Anche lo zio della madre era considerato mezzo matto. Provinciale intelligente e curioso, dopo un'infanzia in Bretagna, Jarry compì studi ai licei di Saint-Brieuc e Rennes e all'École Normale Supérieure (questi interrotti nel 1891). Trovò nella Parigi di fine secolo e nell'eccentricità dei suoi ambienti artistici la strada di una vocazione letteraria che lo portò a contatto con i simbolisti.
Le sue prime opere, come Les minutes de sable. Mémorial (1894) e César Antéchrist (1895), cariche di violenza verbale e fantasia, ne seguono il gusto decadente. Non si conoscono relazioni femminili (tranne forse la scrittrice Rachilde Vallette), mentre quelle maschili, numerose, cameratesche e scapigliate, lo mettono in contatto con Léon-Paul Fargue, suo caro amico, e Mallarmé, mentre traduce Coleridge, Stevenson o Emmanouil Roidis, e prende disordinati appunti di lettura, poi trasformati in articoli.
Quando non è a Parigi è a Corbeil, dove ha acquistato una specie di baracca, o a Laval, dalla sorella Marie-Caroline detta Charlotte. Il suo gusto per il teatro risale agli anni dell'adolescenza, quando in famiglia aveva inventato un teatro detto "Phynances" al quale lavorava con amici, i fratelli Morin. Collaborò al Mercure de France e a Ymagier, rivista di Remy de Gourmont, poi pubblicò due numeri della propria rivista Perhinderion. La sua fama è legata principalmente all'invenzione di un personaggio: “Padre Ubu”; grottesca marionetta umana, avida di potere e di denaro, ingorda, cinica, brutale e paurosa, che rappresenta il piccolo borghese del tempo, affascinato dall'idea del potere e della gloria e vile al loro cospetto.
Le avventure di Ubu, che prescindono da ogni tipo di moralismo, si impongono per l'uso sagace ed irriverente di tutte le convenzioni linguistiche e nella deformazione intenzionale e molto ben riuscita dei modelli teatrali correnti. Ubu re venne messo in scena nel 1896 al Théâtre de l'Œuvre di Parigi, generando un piccolo putiferio. Vi fu anche chi scrisse: «Ormai Ubu esiste, inevitabilmente». Dopo Ubu Roi, Jarry riprese il personaggio in Ubu Cocu e Ubu enchaîné (1900), in Almanach illustré du Père Ubu e Ubu sur la Butte (1901).
Fondò con il musicista Claude Terrasse il "Théâtre des Pantins" e conobbe Apollinaire, Picasso e Marinetti, tutti innovatori di vaglia come lui. 
Jarry morì a soli 34 anni, di meningite tubercolare, complicata fra l'altro da denutrizione, mancanza di riscaldamento, uso di alcol puro e assenzio. Prima di morire chiese ai suoi amici come ultimo desiderio uno stuzzicadenti. Il suo corpo fu tumulato nel cimitero parigino di Bagneux, vicino a Parigi. Dopo la morte uscì il romanzo postumo Gestes et opinions du Docteur Faustroll, pataphysicien (1911) e diversi scritti lasciati incompiuti o a livello di progetto.

### La patafisica
Inoltre, Jarry è conosciuto anche per aver dato vita al termine patafisica, una pseudo-scienza definita come segue:
(Alfred Jarry, Gestes & Opinions du Docteur Faustroll pataphysicien. Roman néo-scientifique, libro II Elementi di Patafisica, par. VIII: Definizione.)
Esempio pratico del concetto di patafisica: se getti una moneta, questa cade, ma la prossima volta che la getterai sarà solo grazie ad una coincidenza infinitesimale se essa cadrà esattamente nello stesso modo; migliaia di altre monete seguiranno, in altre mani, e conosceranno percorsi inimmaginabili. «Profeticamente ammiccante [la sua] scrittura energica, lucida, dirompente [...] affida la funzione simbolica agli oggetti più triviali, la dinamica teatrale ai sussulti farseschi più corrivi e sbrigativi»

## Opere
- Onénisme ou les Tribulations de Priou (1888), prima versione dell'Ubu cornuto
- Visions actuelles et futures (1894), all'interno del quale si trova il racconto Je et ses vaches
- Haldernablou (1894)
- Acte unique (1894)
- Minutes de sable mémorial (1894)
- César Antéchrist (1895)
- Ubu re (1896 scritto nel 1888)
- L'autre Alceste (1896)
- Paralipomènes d'Ubu (1896)
- Les Jours et les Nuits (1897)
- La chanson du décervalage (1898)
- L'Amour en visites (1898)
- L'Amour absolu (1899)
- Ubu enchaîné (1900)
- Messaline (1901)
- Le Surmâle (1902)
- Ubu sur la Butte (1906)
- Le Moutardier du pape (1907)

postume
- Spéculations (1911)
- Gestes et opinions du docteur Faustroll, pataphysicien (1911)
- La Dragonne (1943)
- La Chandelle verte (1969)

in italiano
- Siloqui, superloqui, soliloqui ed interloqui di patafisica, a cura di Attilio Fortini, Temperino rosso edizioni, Brescia, 2014 ISBN 978-88-98894-02-4
- Messalina, romanzo dell'antica Roma, Pervinca, Milano 1926
- Ubu re, a cura di Aldo Camerino, Cavallino-Pozza, Venezia 1945
- Ubu re e Ubu incatenato, a cura di Tommaso Giglio, Area, Milano 1962
- Il dottor Faustroll: gesta e opinioni del dottor Faustroll patafisico: romanzo neoscientifico, trad. di Stefano Jacini, prefazione di Carlo Bo, Giordano, Milano 1966
- Il supermaschio, a cura di Giorgio Agamben, Bompiani, Milano 1967; ES, Milano 1991; SE, Milano 1999
- Poesie, trad. di Vincenzo Accame, Guanda, Parma 1968
- Opere, a cura di Claudio Rugafiori, introduzione di Sergio Solmi, Adelphi, Milano 1969
  - vol. 1: Essere e vivere, Guignol, Ubu re
  - vol. 2: I giorni e le notti, L'altra alceste, L'amore assoluto
  - vol. 3: La candela verde, Gesta e opinioni del dottor Faustroll, Ubu incatenato, La dragona
- Tutto il teatro, a cura di Lucio Chiavarelli, introduzione di Jean-Louis Barrault, Newton Compton, Roma 1974
- I giorni e le notti, trad. di Selvaggia Ammendola, introduzione di Lucio Chiavarelli, Newton Compton, Roma 1975
- Nostro padre Ubu: scenario in onore di Alfred Jarry, rispettosi adattamenti, traduzioni, manomissioni e cronistorie, a cura di Alfredo Giuliani, Cooperativa scrittori, Roma 1977
- Ubu: Ubu re, Ubu cornuto, Ubu incatenato, Ubu sulla collina, a cura di Alfredo Giuliani, Adelphi, Milano 1977
- Visite d'amore, a cura di Vincenzo Accame, Guanda, Milano 1977
- Messalina: romanzo dell'antica Roma, a cura di Brunella Eruli, Espansione, Roma 1979; Giunti, Firenze 2007
- Messalina: romanzo dell'antica Roma, traduzione di Giovanni Pezzella, Marchese editore, Napoli 2007
- Il supermaschio, a cura di Paolo Brogi, Savelli, Roma 1980
- Ubu re, a cura di Gian Renzo Morteo, Einaudi, Torino 1988
- L'amore assoluto, a cura di Claudio Rugafiori, Adelphi, Milano 1991
- Gesta e opinioni del dottor Faustroll, patafisico, a cura di Claudio Rugafiori, Adelphi, Milano 1992
- Cesare anticristo, a cura di Vincenzo Accame, Edizioni dell'arco, Milano 1994
- Il mostardiere del Papa, ovvero la Papessa, trad. di Mario Moretti, illustrazioni di Emanuele Luzzati, Ei editori, Roma 2002
- L'amore in visita, a cura di Angelo Mainardi, Kami, Roma 2006
- Scritti patafisici: la macchina, il tempo e altri epifenomeni, trad. di Elena Paul, Duepunti, Palermo 2009
- Ubu in bicicletta, con Il fu Alfred Jarry di Guillaume Apollinaire, trad. Martina Grassi, Piano B, Prato 2009
- Acrobazie in bici, a cura di Nicolas Martin, trad. di Carla Scaramella, Bollati Boringhieri, Torino 2010
- Commentario utile alla costruzione pratica della macchina per esplorare il tempo, a cura di Antonio Castronuovo e Tania Lorandi, postfazione di Vincenzo Accame, La Mandragora, Imola 2011